# Nigéria az 1952. évi nyári olimpiai játékokon
Nigéria a finnországi Helsinkiben megrendezett 1952. évi nyári olimpiai játékok egyik részt vevő nemzete volt. Az országot az olimpián 1 sportágban 9 sportoló képviselte, akik érmet nem szereztek. Nigéria első alkalommal vett részt az olimpiai játékokon.

## Atlétika
Férfi
| Versenyző                                              | Versenyszám     | Előfutam | Előfutam | Előfutam | Negyeddöntő | Negyeddöntő | Negyeddöntő | Elődöntő | Elődöntő | Elődöntő | Döntő   | Döntő    |
| Versenyző                                              | Versenyszám     | Idő      | Hely.    | Össz.    | Idő         | Hely.       | Össz.       | Idő      | Hely.    | Össz.    | Idő     | Helyezés |
| ------------------------------------------------------ | --------------- | -------- | -------- | -------- | ----------- | ----------- | ----------- | -------- | -------- | -------- | ------- | -------- |
| Titus Erinle                                           | 100 m           | 11,12    | 3.       | 23.**    | kiesett     | kiesett     | kiesett     | kiesett  | kiesett  | kiesett  | kiesett | kiesett  |
| Karim Olowu                                            | 100 m           | 11,27    | 4.       | 43.      | kiesett     | kiesett     | kiesett     | kiesett  | kiesett  | kiesett  | kiesett | kiesett  |
| Edward Ajado                                           | 100 m           | 11,25    | 5.       | 38.**    | kiesett     | kiesett     | kiesett     | kiesett  | kiesett  | kiesett  | kiesett | kiesett  |
| Edward Ajado                                           | 200 m           | 22,92    | 4.       | 60.      | kiesett     | kiesett     | kiesett     | kiesett  | kiesett  | kiesett  | kiesett | kiesett  |
| Muslim Arogundade                                      | 200 m           | 22,71    | 5.       | 50.*     | kiesett     | kiesett     | kiesett     | kiesett  | kiesett  | kiesett  | kiesett | kiesett  |
| Rafiu Oluwa                                            | 200 m           | 22,89    | 1.       | 58.      | 22,69       | 6.          | 34.         | kiesett  | kiesett  | kiesett  | kiesett | kiesett  |
| Titus Erinle Rafiu Oluwa Karim Olowu Muslim Arogundade | 4 × 100 m váltó | 42,63    | 2.       | 16.      |             |             |             | 42,01    | 5.       | 10.      | kiesett | kiesett  |

| Versenyző          | Versenyszám | Selejtező | Selejtező | Döntő    | Döntő    |
| Versenyző          | Versenyszám | Eredmény  | Helyezés  | Eredmény | Helyezés |
| ------------------ | ----------- | --------- | --------- | -------- | -------- |
| Boniface Guobadia  | Magasugrás  | 187 cm    | 9.        | 180 cm   | 20.***   |
| Josiah Majekodunmi | Magasugrás  | 187 cm    | 4.****    | 190 cm   | 9.*      |
| Nafiu Osagie       | Magasugrás  | 187 cm    | 4.****    | 190 cm   | 18.*     |
| Karim Olowu        | Távolugrás  | 696 cm    | 18.       | kiesett  | kiesett  |
| Sylvanus Williams  | Távolugrás  | 698 cm    | 16.       | kiesett  | kiesett  |

* - egy másik versenyzővel azonos időt/eredményt ért el

** - két másik versenyzővel azonos időt ért el

*** - három másik versenyzővel azonos eredményt ért el

**** - négy másik versenyzővel azonos eredményt ért el